# Аквафреда (Потенца)
Аквафреда (итал. Acquafredda) је насеље у Италији у округу Потенца, региону Базиликата.
Према процени из 2011. у насељу је живело 285 становника. Насеље се налази на надморској висини од 69 м.